# スペンサー・フラトン・ベアード

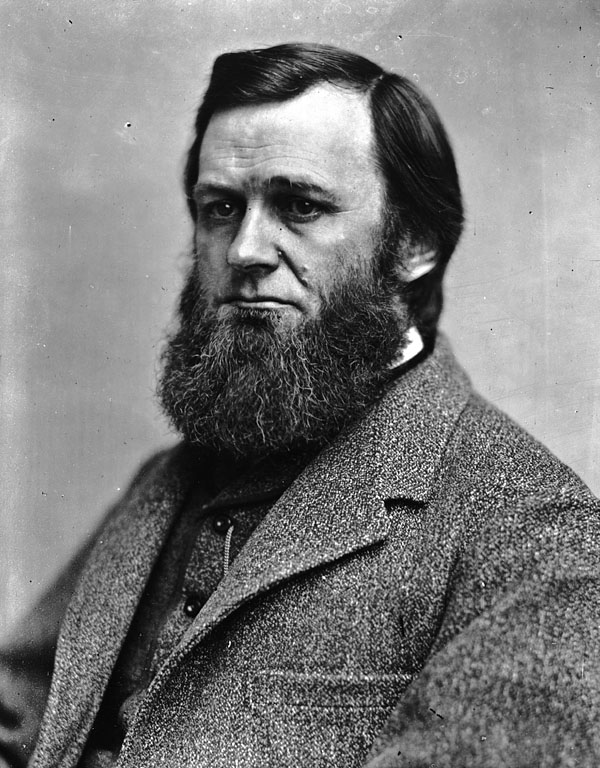
スペンサー・フラトン・ベアード

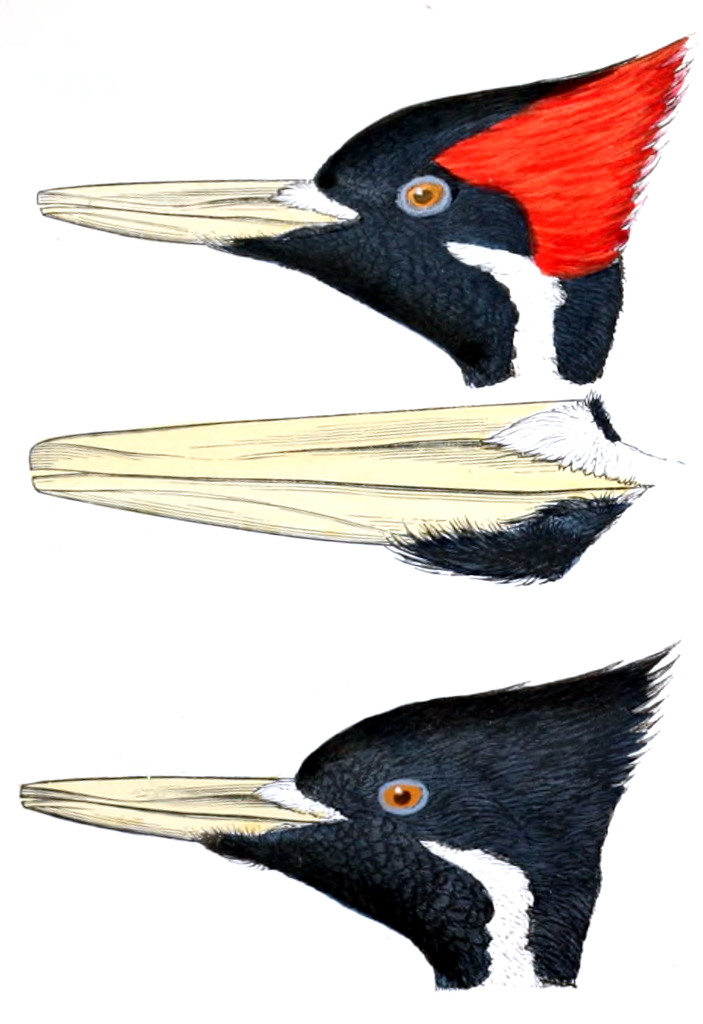
著書『北アメリカの鳥類』の図版

スペンサー・フラトン・ベアード（Spencer Fullerton Baird、1823年2月3日 - 1887年8月19日）は、アメリカ合衆国の生物学者である。スミソニアン協会の最初の学芸員として働き、1850年に6000だったスミソニアン博物館の標本を彼の没した時点で200万まで増やした。

## 生涯
ペンシルバニアのレディングで生まれた。愛鳥家で、博物画家、ジョン・ジェームズ・オーデュボンの愛読者であった兄や、スペンサーを自然の中へ伴い、一緒に園芸を行った父親の影響で自然愛好家になった。1840年にペンシルバニアのディキンソン・カレッジを卒業し、医学を学ぶためにニューヨークのコロンビア大学に進んだ。2年後にペンシルバニアのカーライルに戻り、1845からディキンソン・カレッジで教え始めた。この間、動植物の採集旅行を行い、他の博物学コレクターと標本の交換を行った。1848年にスミソニアン協会のペンシルバニアのボーンケーブの調査と博物学的調査に雇われた。1849年に標本を集め、梱包して運ぶごとに$75の報酬が払われることになった。この時期に協会事務局長のジョセフ・ヘンリーと出会い、親しくなり、協力者となった。1840年代にベアードはアメリカ合衆国に北西部、中央部の各地をしばしば歩いて旅し、1842年だけでも3000kmを旅した。
1850年に、スミソニアン協会の最初の学芸員として雇われ、アメリカ科学振興協会の常任事務局員（Permanent Secretary）になった。アメリカ科学振興協会は3年間務めた。ベイアードの赴任時には2台の鉄道貨車を借りて自らの収集品を運んだ。スミソニアン協会の標本収集計画を立案し、収集家と収集品の交換をするネットワークをつくり、陸海軍に依頼してミシシッピ川の西部や、メキシコ湾から植物標本を集めた。重複した標本は、他の博物館で重複した標本と交換することで、収集品を増やした。
ジョセフ・ヘンリーのもとで、副事務局長となり、出版と各国の会誌の流通を促進し、各国の研究者に便宜をもたらした。動物学者のウィリアム・スティンプソンやロバート・ケニコットなどの研究を援助した。1856年に、ディキンソン・カレッジから博士号を受けた。
休暇はマサチューセッツの海岸の町、ウッズ・ホールで過ごし、そこで魚類学に興味を持った。1871年に米国魚類委員会の委員長に任命され、水産資源の調査に貢献し、ウッズ・ホールを海洋生物研究の中心地に育てた。1872年にアメリカ国立博物館のマネージャーとなった。
ジョセフ・ヘンリーが没した後、スミソニアン協会の副事務局長となった。1883年にアメリカ鳥学会の創立メンバーとなるが、多忙のために設立総会には参加できなかった。1887年に体調を崩して、スミソニアン協会を離れ、サミュエル・ラングレーが業務を代行した。1887年8月に没した。